# Thaumatomyia notata
Chlorops gregaire
Espèce
Synonymes
- Chlorops notata Meigen, 1830
- Chloropisca notata (Meigen, 1830)

Le Chlorops gregaire (Thaumatomyia notata) est une espèce d'insectes de la famille des Chloropidae. Ce sont des minuscules mouches de l'herbe qui peuvent pulluler en automne quand elles cherchent refuge par milliers dans les habitations, notamment en Europe,.